# Саръкопа
Саръкопа (на казахски: Сарықопа; на руски: Сарыкопа) е голямо горчиво-солено езеро в северната част на Казахстан (южната част на Костанайска област).
Езерото Саръкопа заема дъното на обширна котловина, на 101,2 m н.в. в централната част на Тургайската падина. Дължина от север на юг 53 km, ширина до 19 km, площ 184 – 336 km². Западните му брегове са ниски и полегати, а източните високи до 5 – 10 m. Площта, нивото и дълбочината му значително се колебаят през годината. През пролетта, но не всяка година става единен водоем, а през лятото се разпада на отделни, главно три водни басейна без връзка помежду им. От север в него се влива река Саръозен, а от запад – река Теке. Има предимно снежно подхранване. В близост до него са разположени три малки села.